# Edificio Carolino

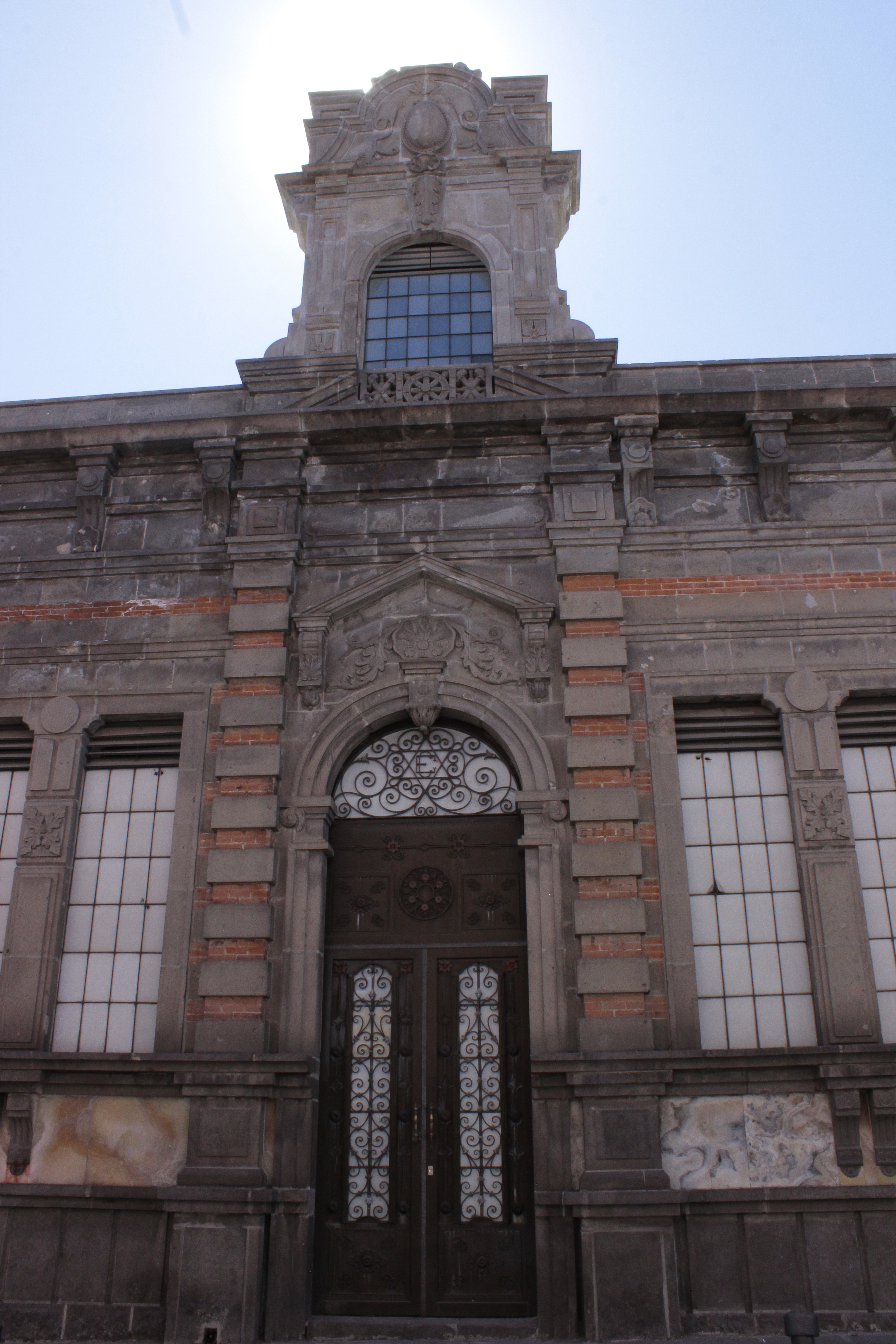
Fachada de la entrada Principal

El Edificio Carolino es un inmueble situado en el Centro Histórico, de la ciudad de Puebla, en Puebla, México. Desde 1937 es ocupado por la rectoría y oficinas administrativas de la Benemérita Universidad Autónoma de Puebla (BUAP). Fue sede del Colegio Jesuita del Espíritu Santo perteneciente a la Compañía de Jesús, uno de los cinco colegios fundados por los jesuitas en la Puebla novohispana. 
Montserrat Gali Boadella refiere que la ciudad de Puebla, junto con Praga, es la ciudad con más colegios jesuitas del mundo: San Jerónimo, de la Compañía de Jesús, San Ildefonso, San Ignacio y San Javier.

## Construcción
La primera estructura del edificio corresponde a 1575, proyectado por el jesuita Juan Gómez para ser la sede del Colegio Jesuita del Espíritu Santo en los terrenos pertenecientes a Fernando Gutiérrez Pacheco. El primer examen del colegio se realizó en 1584. Un patronazgo de gran importancia dado por el comerciante de grana y militar Melchor de Covarrubias le dio a este el título de fundador. Con sus bienes cedidos en beneficio de los jesuitas a su muerte, se le hicieron añadidos en los siglos XVIII y XIX. 
La traza original es de estilo renacentista, donde sus patios y claustros jugaron un papel activo en la educación que ahí se impartía. Con los agregados posteriores pueden identificarse elementos barrocos y neoclásicos.
Aunque los historiadores no se han puesto de acuerdo acerca de quién fue el autor de la traza y de la edificación del Carolino, la mayoría se inclina por Juan López de Arbaiza. Se habla también de José de Medina y Miguel de Santamaría.
Tras la expulsión de los jesuitas de los territorios de la Nueva España, la propiedad del colegio pasó al rey Carlos IV, por lo que fue renombrado como Real Colegio Carolino del Espíritu Santo, San Jerónimo y San Ignacio. Con la independencia de México, en 1820, el título de «Carolino» le fue retirado, aunque el nombre trasciende hasta nuestros días.

## Arquitectura
Las obras arquitectónicas del antiguo Colegio representan casi dos siglos de edificaciones que se van superponiendo, utilizando la mayor parte de las veces elementos anteriores. No obstante en el siglo XVIII se torna homogéneo el conjunto, principalmente con base en elementos decorativos. En la fachada del edificio hay tres escudos: el de México, el de la Universidad y el del fundador, enmarcando a sus balcones y dos entradas, una de las cuales fue acceso a la capilla para naturales. 
Pasando el portón está lo que fue la prefectura y un gran vestíbulo, la escalera monumental denominada de Los Leones, en la que se aprecia el trabajo de canteros y de herreros poblanos.

### Escaleras de Los Leones
Son las escaleras principales del edificio Carolino que conducen hacia el salón de la Rectoría y al Paraninfo Universitario. En ellas se encuentra un par de leones de piedra que se asemejan tanto al león de la obra pictórica de San Jerónimo –la cual se encuentra en una de las paredes de las mismas escaleras– como a los leones del templo de San Jerónimo de la ciudad de Puebla. En las escaleras se encuentran cuatro obras destacadas:
- El Pentecostés
- San Ignacio
- San Jerónimo
- Patrocinio de San José sobre los estudiantes del Colegio Carolino

En este sitio, en 1970, el obispo Sergio Méndez Arceo dio una importante alocución al negarse a usar el Salón Barroco del edificio, "prefiero utilizar este modesto balcón de palestra, que el magno Salón Barroco, reflejo de las extravagancias jesuíticas".

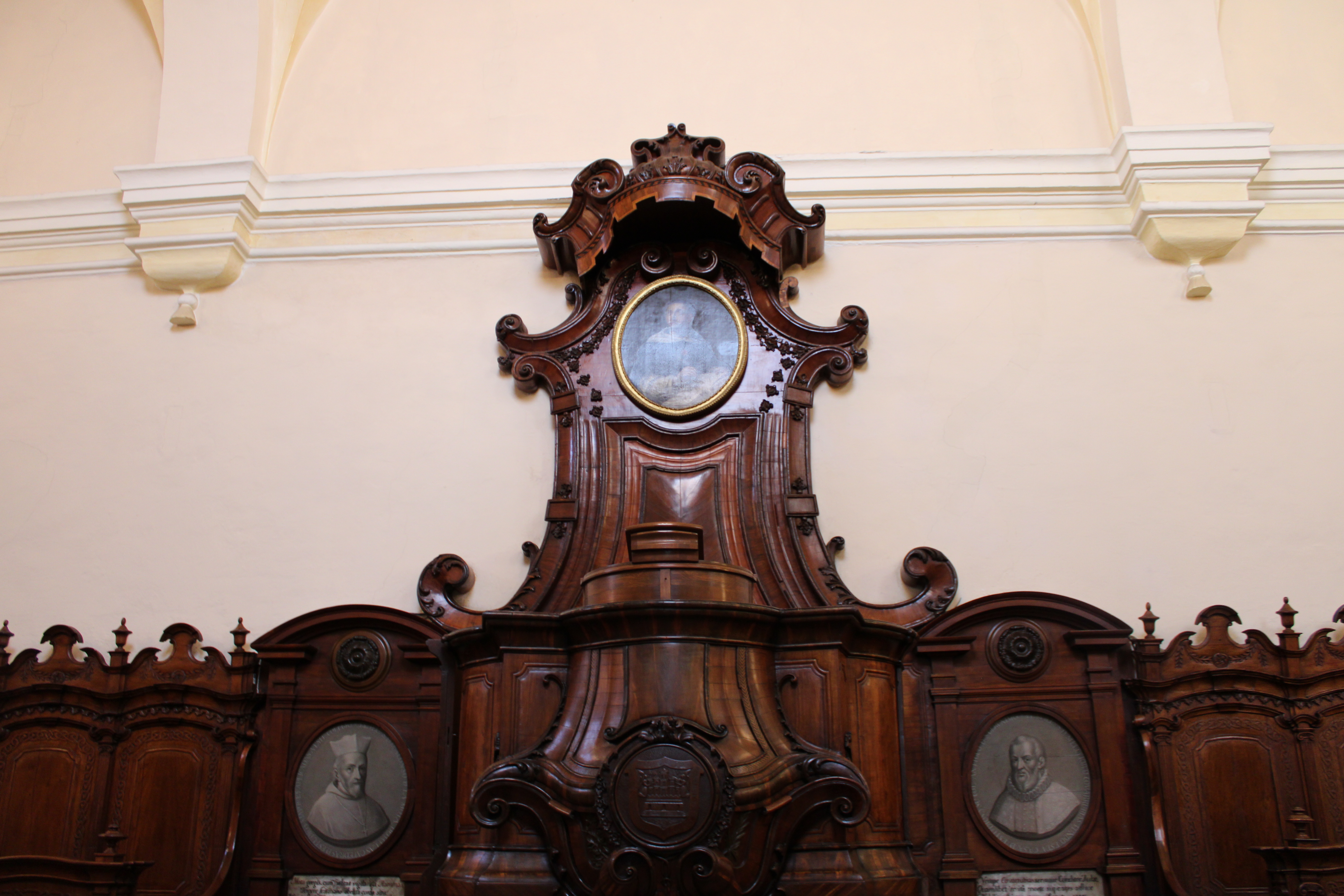
Cátedra del Paraninfo

### El Paraninfo
El salón denominado Paraninfo es el salón principal del Edificio Carolino, usado como salón de actos y ceremonias de la misma Benemérita Universidad Autónoma de Puebla. Aquí también se realiza la entrega de los doctorados honoris causa. El Paraninfo mide aproximadamente 15 metros y es una sala . Dentro del salón se encuentra una tribuna de cedro con chapa de caoba. En su dosel se halla la pintura de Santo Tomás de Aquino y en la parte media de la misma se tiene un tallado en madera con el escudo de armas de la ciudad de Puebla. A sus costados se encuentran los retratos de Melchor de Covarrubias y el del obispo de Puebla don Alonso de la Mota y Escobar. Así también, dentro del Paraninfo se encuentran las pinturas al óleo de:
- José Mariano Lezama y Camarillo (primer rector del Real Colegio Carolino)
- Antonio Joaquín Pérez Martínez (segundo rector del Real Colegio Carolino)
- José María Zapata Párraga y Bocarando (último rector del Colegio Carolino)
- Antonio Joaquín Rivadeneyra y Barrientos (exalumno del Colegio Carolino)
- Melchor de Covarrubias (fundador del Colegio del Espíritu Santo)

### Salón Barroco

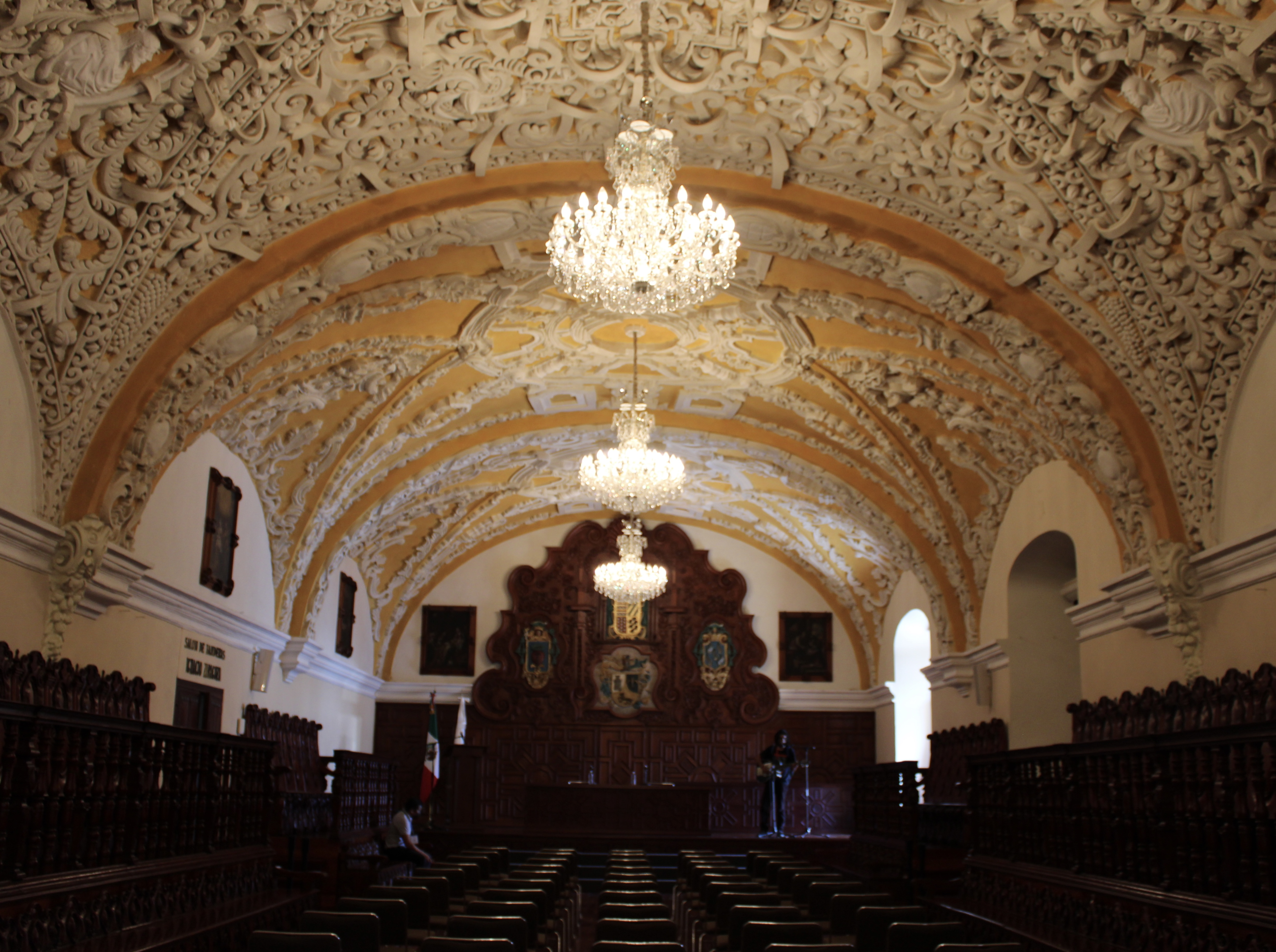
Salón Barroco

Este salón está decorado con yeserías, que al igual que en otras construcciones de la ciudad son muestra del trabajo de los artesanos poblanos.
Cuenta con una sillería que rodea el salón, y que originalmente estuvo en el Colegio de San Pantaleón, hoy Palacio de Justicia.
Al fondo fue colocado el retablo con los escudos del obispo Juan de Palafox y Mendoza, el del prelado Pantaleón Álvarez de Abreu y el nobiliario de la familia Covarrubias. También, en los muros del salón, hay una serie de cuadros sobre la vida de la virgen María, atribuida a Francisco de León.
Dentro del salón se encuentran las pinturas de:
- La huida a Egipto
- El retorno de Egipto
- La Virgen María con su familia
- El ingreso de la Santísima Virgen al servicio del templo
- Los desposorios de María y José
- La anunciación de María Santísima y encarnación del Verbo
- La visitación de María a su prima Isabel
- El nacimiento del Niño Dios en Belén
- La adoración de los Reyes Magos
- La purificación de María
- La Sagrada familia
- Jesús en medio de los doctores de la ley es encontrado por José y María y La Asunción de María a los cielos

Las yeserías tienen una influencia de manufactura andaluza.

### Patios
De los cuatro patios que hay en el edificio, el primero, se le conocía como “Patio de los gramáticos”, porque en el descansaban los colegiales de latín y griego.
Además de la fuente poligonal y las columnas, en las ventanas del segundo nivel que dan al patio, justo en el frontón que las remata la mayoría tiene el símbolo de los jesuitas, IHS (Iesus Hominum Salvator, Jesús Salvador de los Hombres). Solo unas cuantas no lo tienen, ya que en un tiempo fue ocupado como cuartel y una explosión dañó el edificio el 22 de agosto de 1832 debido a que en él almacenaban pólvora, lo cual dejó dañados los últimos pisos y techos y dejó a 138 personas muertas.
El segundo patio tiene un estilo modernista, mismo que conserva la vocación jardinada del colegio original y cuenta con especies botánicas. En su interior tiene una fuente que data de 1886.